# 肥如県
肥如県（ひじょ-けん）は中華人民共和国河北省にかつて存在した県。現在の秦皇島市盧竜県北部に相当する。
前漢により設置され、隋代の開皇年間に廃止された。